# 埃尔督·伯多禄
埃尔督·伯多禄（匈牙利語：Erdő Péter；1952年6月25日—）是匈牙利籍天主教司鐸級樞機及現任埃斯泰尔戈姆-布達佩斯總教區總主教。

## 生平
埃爾督於1952年6月25日在匈牙利首都布達佩斯出生，1975年6月18日在埃斯泰尔戈姆總教區晉鐸。
他於1999年11月5日晉牧，並獲教宗若望·保祿二世任命為塞克什白堡教區輔理主教，領普皮領銜教區主教銜。他於2002年12月7日接替榮休的帕什卡伊·拉斯洛樞機，成為埃斯泰尔戈姆-布達佩斯總教區正權總主教。
若望·保祿二世於2003年10月21日將他冊封為樞機。

## 牧徽

埃爾督·伯多祿樞機牧徽